# Antonín Panenka
Antonín Panenka (født 2. december 1948) er en tidligere tjekkisk fodboldspiller, der spillede som offensiv midtbane. Han tilbragte det meste af sin karriere hos Bohemians 1905, men har også spillet i østrigske klubber såsom Rapid Wien og SK Slovan HAC.
Panenka vandt Europamesterskabet i fodbold 1976 med Tjekkoslovakiet i finalen mod Vesttyskland på straffespark efter kampen havde endt 2-2. De første syv spark blev scoret, indtil Vesttysklands Uli Hoeneß missede sit forsøg. Med stillingen 4–3 tog Panenka det femte spark for Tjekkoslovakiet og chippede bolden ind i midten af nettet, hvilket fik den tyske målmand Sepp Maier til at dykke til venstre. Denne stil med straffespark er i dag opkaldt efter ham som en panenka, og flere spillere har forsøgt at score som ham, herunder i kampvindende øjeblikke såsom pokalfinaler.